# مجلس مستخدمي المياه
إالمادية والبشرية من أجل تشغيل نظام للمياه والحفاظ عليه. وعادة ما يختار المجلس قادته ويعمل على حل النزاعات داخليًا ويقوم بتحصيل رسوم وبأعمال الصيانة. وتعتمد عضوية المجلس في معظم المناطق على علاقة الشخص بأحد مصادر المياه (مثل المياه الجوفية أو قناة).
تستخدم مجالس مستخدمي المياه المحلية على نطاق واسع في إدارة الري في بيرو، ويزيد نطاق استخدامها في إدارة الري في جمهورية الدومينيكان، رغم أن لكل منها نتائج مختلفة.

## سمات مجالس مستخدمي المياه المستقرة ذاتية الحكم
حددت عالمة السياسة إلينور أوستورم سبع سمات مهمة تميز المؤسسات التي تدير الموارد العامة إدارة جيدة:
- حدود محددة تمامًا. يجب أن تكون عضوية المؤسسة محددة تحديدًا جيدًا. فيجب أن يكون واضحًا من له حق الوصول الشرعي إلى الموارد ومن هو تحت سلطة الاتحاد ومن هو «الآخر» الذي يجب منعه من الوصول لتلك الموارد. أضف إلى ذلك، أنه يجب تحديد حدود الموارد. وفي حالة مجلس مستخدمي المياه، تضم العضوية تقريبًا جميع مالكي الأراضي التي تحصل على الماء من قناة رئيسية وتكون الموارد هي التدفقات. ويعرف هذا باسم البنية التنظيمية المياهية. رغم ذلك، تختار بعض المجموعة أن تنظم أعمالها حسب طرق مألوفة بنسبة أكبر في ثقافتها. فهناك حالات لمؤسسات تقام في القرى أو ينشئها الأقارب وحققوا أيضًا النجاح.
- تطابق التخصيص والقواعد والظروف المحلية. من الضروري أن تكون تخصيصات وقواعد المورد مناسبة للمنطقة المحلية. وتؤكد أوستورم على عدم وجود قواعد معينة ينبغي الالتزام بها لتكون المؤسسات قوية، بل بالأحرى ينبغي أن تكون هناك قواعد يتفق عليها الأعضاء. فالقواعد التي يضعها المحليون ستكون حتمًا مناسبة للظروف المحلية.
- الخيار الجماعي. ينبغي أن تتاح الفرصة أمام جميع الأعضاء ليلعبوا دورًا في تغيير القواعد. فينبغي أن يكون جميع المتأثرين تأثيرًا مباشرًا (مثل عاملي سقي الأراضي الزراعية) قادرين على التعبير عن آرائهم والإدلاء بأصواتهم. ففي حين يتم انتخاب المسؤولين لتنفيذ الواجبات، فإن السلطة الفعلية تكون في يد المجموع العام لمستخدمي الماء.
- المراقبة. حتى يلتزم جميع المستخدمين التزامًا جديًا تجاه بعضهم البعض وحتى يتعاونوا تمامًا، فيجب أن يعرفوا أن زملاءهم من المستخدمين لا يسرقون. وقد تأخذ المراقبة شكل تعيين حراس المياه أو استخدام وسائل قياس أكثر تعقيدًا.
- العقوبات المتدرجة. يجب أن يفرض الأعضاء (أو مجلس الإدارة المنتخب) عقوبات على من يخرقون قواعد المؤسسة. ويجب أن تكون العقوبات مناسبة للمخالفة وقد تؤدي إلى الفصل من رابطة مستخدمي المياه. فمثل تلك العقوبات الصارمة تردع المستخدمين من محاولة السرقة.
- آليات الفصل في الخصومات. من أفضل ما يميز روابط مستخدمي المياه إمكانية الفصل في النزاعات على المستوى المحلي. الأمر الذي يحول دون اللجوء إلى المسارات القانونية المعقدة في النظام القضائي ويضيف إلى الشعور بالمسؤولية داخل المجموعة. حيث يميل الأعضاء إلى اتخاذ قرارات عادلة للفصل في النزاعات لأنهم يعلمون أنهم قد يتعرضون لموقف مشابه في المستقبل.
- الحد الأدنى من إدراك الحق في التنظيم. يجب أن يتحلى الأعضاء بالقدرة على التنظيم دون أن تفرضه عليهم الجهات الحكومية الخارجية. بمعنى آخر، يجب أن يُمنحوا سلطة حقيقية فوق مواردهم وأعضاء تلك الموارد.

تقوم رابطة مستخدمي المياه بصورة أساسية على مفهوم التشارك والعمل من المستوى الأدنى إلى المستوى الأعلى. ورغم أن تلك الروابط نشأت منذ قرون، فلقد لاقت اهتمامًا خاصًا في العقود الأخيرة باعتبارها أداة تنموية. فلقد تم تنظيم روابط مستخدمي المياه في دول نامية متنوعة وبعيدة مثل تايلاند والبرازيل وتركيا والصومال ونيبال.